# 道の駅おおうち
道の駅おおうち（みちのえき おおうち）は、秋田県由利本荘市にある国道105号の道の駅である。愛称ははーとぽーと大内。2000年（平成12年）4月25日に一部の施設が供用開始。
JR羽後岩谷駅と連絡通路「ぽぽロード」で連結するとともに宿泊施設も併設している。温泉宿泊施設「ぽぽろっこ」はイタリア語の「ポポロ」（人々）に秋田弁の「っこ」を付けた名称である。

## 施設
秋田県による情報提供施設のほか、由利本荘市（旧大内町）により、以下の施設が整備されている。
- 駐車場
  - 普通車：246台[1]
  - 大型車：8台[1]
  - 身障者用：1台[1]
- トイレ
  - 男：大 8器（2器）、小 13器（5器）
  - 女：18器（6器）
  - 身障者用：3器（1器）

※（）内は、24時間利用可能
- 公衆電話：1台
- 情報提供施設
- 総合交流ターミナル「ぽぽろっこ」
  - 宿泊施設
  - 温泉「楠の湯」（10:00 - 21:00）
  - レストラン「きぬさや」（昼食 11:15 - 14:00、夕食 17:30 - 19:30、※夕食は宿泊客のみ）[2]
  - 物産コーナー[1]
- 多目的広場[1]
- 交流広場[1]
- 出羽伝承館
- 由利本荘市総合体育館
- スポーツ広場
- 川の駅広場
- PR館おおうち - 羽後岩谷駅と合築。この施設だけ羽越本線をはさんで東側にある。

なお、道の駅の管理運営は第三セクター「大内町交流センター」（1999年に旧大内町が設立）が行ってきたが、2024年6月末で営業を終え、以後は民間企業から新たな指定管理者を選定することとなった。

## 休館日
- 出羽伝承館：月曜日
- その他：無休

## アクセス
- 国道105号
- 国道105号岩谷道路 大内インターチェンジ（日本海東北自動車道 大内ジャンクションに接続）
- JR 羽越本線 羽後岩谷駅…隣接し、連絡通路を通って行き来することができる

## 周辺
- 由利本荘市役所大内総合支所
- 岩谷郵便局
- 長谷寺 - 是山泰覚和尚の作った大仏（赤田大仏）がある